# Asteia sabroskyi
Asteia sabroskyi är en tvåvingeart som beskrevs av Hardy och Mercedes Delfinado 1980. Asteia sabroskyi ingår i släktet Asteia och familjen smalvingeflugor. Inga underarter finns listade i Catalogue of Life.